# Форт Питт (Пенсильвания)
Форт Питт (англ. Fort Pitt) — форт, построенный британскими войсками между 1759 и 1761 годами во время Войны с французами и индейцами на слиянии рек Мононгахела и Аллегейни, где они образуют реку Огайо. Форт был построен приблизительно на том же месте, где французы в 1754 году построили Форт Дюкен. на месте форта со временем возник город Питтсбург, а местность вокруг него стало пенсильванским округом Аллегейни.

## История
Он находился недалеко от форта Дюкен, французского колониального форта, построенного в 1754 году по мере роста напряженности в отношениях между Великобританией и Францией как в Европе, так и в Северной Америке. Французы разрушили форт Дюкен в 1758 году, когда отступали под ударом британцев.
Британская колониальная защита этой территории в конечном счете привела к развитию Питтсбурга и округа Аллегейни, штат Пенсильвания, британо-американскими колонистами и иммигрантами.